# Pedro Cortés de Monroy y Zavala
Pedro Cortés de Monroy y Zavala (La Serena, Reino de Chile, Imperio español, 14 de julio de 1651 - ibidem, 22 de febrero de 1716) fue un militar, gobernador, descendiente de Pedro Cortés de Monroy y el primer marqués de Piedra Blanca de Huana.

## Trayectoria
Fue capitán del Tercio de San Carlos de Austria; sargento mayor; capitán de Caballos Ligeros y Lanzas Españolas; procurador general del Cabildo de La Serena 1673, 1687, 1708; alcalde de primer voto de La Serena 1684, 1695, 1707; regidor de La Serena 1692; corregidor de La Serena y maestre de campo en 1680; Justicia Mayor y Lugarteniente de Mar y Tierra y Alférez Real 1707.
A su costa se llevó a cabo la construcción del convento e iglesia de La Merced.
No se encontraba en la ciudad durante el asalto del pirata Sharp a La Serena en diciembre de 1680, ya que se encontraba rumbo al Perú escoltando un cargamento con productos comerciales.

## Título nobiliario
Fue agraciado con el título de Marqués de Piedra Blanca de Huana en 1697 y Caballero de Santiago en 1699.

## Familia
Se casó en La Serena el 27 de febrero de 1683 con María de Morales Bravo y Riveros Fernández, no tuvieron hijos.

## Fallecimiento
Pedro Cortés de Monroy y Zavala falleció a la edad de 65 años. Fue sepultado en la Iglesia de La Merced de La Serena el 22 de febrero de 1716.